# Parque nacional da Serra do Itajaí
 El parque nacional da Serra do Itajaí es un parque nacional en el estado de Santa Catarina, Brasil

## Ubicación
El parque está en el bioma del Bosque Atlántico. Tiene una superficie de 57.375 hectáreas. Fue creado por decreto de 4 de junio de 2004, modificado por decreto de 20 de febrero de 2006, y es administrado por el Instituto Chico Mendes para la Conservación de la Biodiversidad.
Abarca parte de los municipios de Ascurra, Apiúna, Blumenau, Botuverá, Gaspar, Guabiruba, Indaial, Presidente Nereu y Vidal Ramos en el estado de Santa Catarina.

## Conservación
El parque está clasificado como área protegida de categoría II de la UICN (parque nacional).  
Tiene los objetivos de preservar los ecosistemas naturales de gran relevancia ecológica y belleza escénica, permitiendo la investigación científica, la educación ambiental, la recreación al aire libre y el ecoturismo.
 

Las especies protegidas en el parque incluyen el puma (Puma concolor), el tigrillo (Leopardus wiedii), la amazona de pecho vináceo (Amazona vinacea), el gavilán de cuello blanco (Buteogallus lacernulatus), el alcaudón de barba blanca (Biatas nigropectus) y el Phylloscartes.

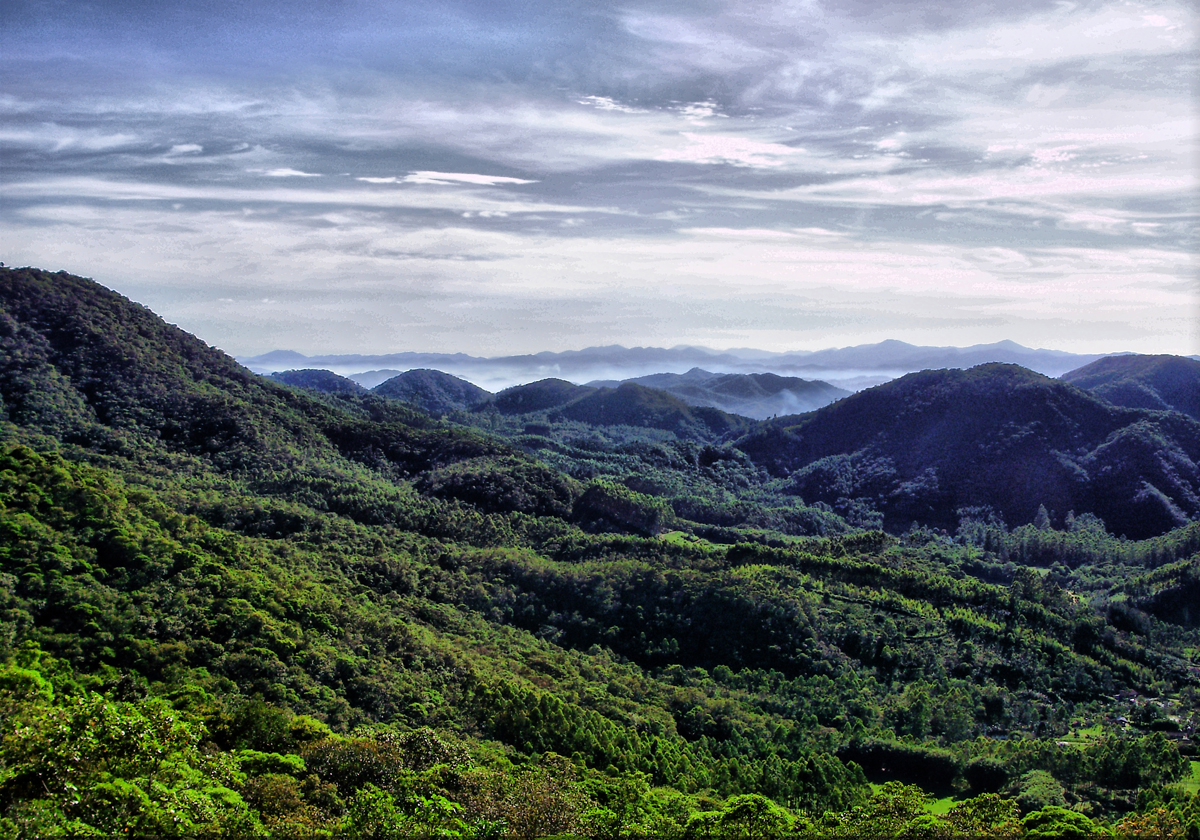
Vista desde Morro Santo Antônio
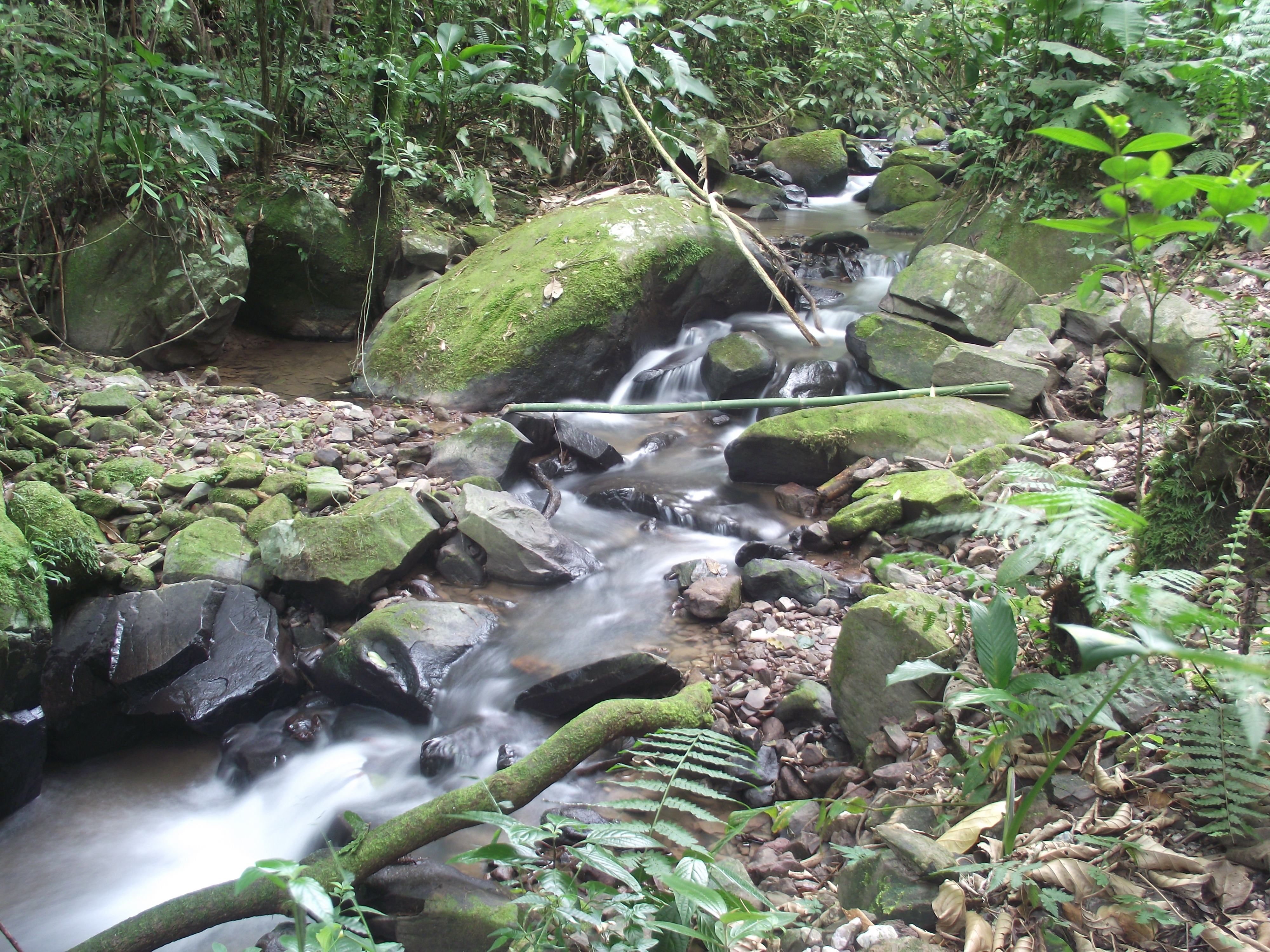
Arroyo en el Morro do Spitzkopf
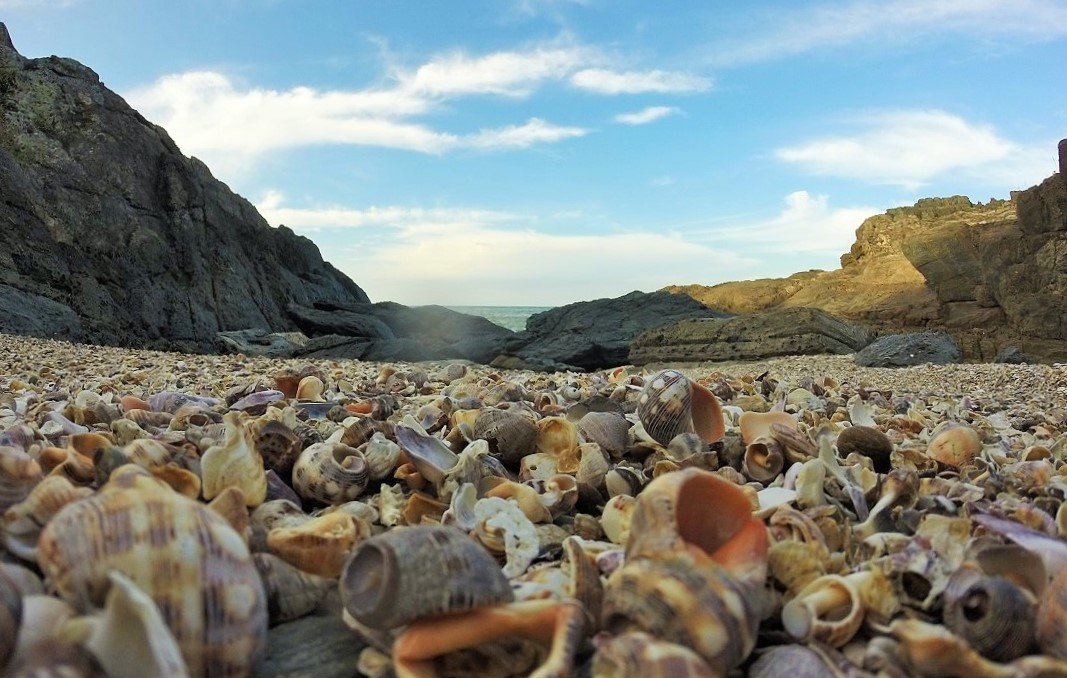
Playa en la desembocadura del Itajaí-Açu